# فرناندو دي اراندا
فرناندو دي أراندا (مدريد 1878 - دمشق 1969) ولد في مدريد في 31 من كانون الأول عام 1878م، ولم تلبث أمه «صوفيا غوميز» أن توفيت بعد ولادته بوقت قصير.
رافق والده الموسيقار، منذ كان طفلاً، إلى باريس التي درس فيها الفنون الجميلة، كمختص في التصميم ومن هناك إلى إسطنبول حيث عمل والده في الفرقة الموسيقية للبلاط العثماني وفي الفرقة الموسيقية العسكرية السلطانية. ولقد قدر السلطان عبد الحميد الثاني فرناندو الاب ومنحه رتبة «باشا».
في عام 1909 عندما قام أعضاء تركيا الفتاة بانقلابهم وعزلوا السلطان عبد الحميد عاد فرناندو الاب إلى اسبانيا. آثر الابن البقاء في دمشق التي أحبها وتعلق بها. وتعرّف فيها على زوجته الأولى «زنوبيا سيريكاكيس»، اليونانية الأصل التي أنجب منها ولدين قبل أن ينفصل عنها. ومن ثم اعتنق الدين الإسلامي وغيّر اسمه إلى (محمد أراندا), وتزوج من سيدة شامية «صبرية حلمي».
تقلد عدة مناصب ديبلوماسية كنائب قنصل فخري وكقنصل فخري في دمشق ممثلا المملكة الأسبانية وعدة دول أوروبية بين عامي 1912م- 1936م.

## إنجازاته المعمارية
من أوائل أعمال المهندس دي أراندا الإشراف على تنفيذ مخطط ألماني لبناء «عمارة العابد» في ساحة «المرجة» في عام 1906. كان «أحمد عزت باشا العابد» قد كلفه بتنفيذ المخططات الجاهزة التي تحاكي أبنية ألمانية معاصرة، وأنشئ المبنى ليكون فندقاً، ولكن ظروف الحرب العالمية الأولى دفعت لاستخدامه مشفى عسكري. عقد فيه المؤتمر السوري الأول عام 1919م (أول برلمان لبلاد الشام)، وكذلك اتخذه الجنرال غورو مقرا له عند دخوله دمشق عام 1920. في عام 1912 صمم واشرف على بناء محطة الحجاز. قام بتصميم وتنفيذ عدداً كبيراً من الأبنية في دمشق من أبرزها:
- مشفى الغرباء جانب مبنى جامعة دمشق
- قصر ناظم باشا بالمهاجرين
- مدرسة الحقوق – وزارة السياحة حاليا-
- مبنى كلية الحقوق في جامعة دمشق (الثكنة الحميدية)
- مبنى جامعة دمشق
- بناء مديرية الأوقاف كان مقراً للإدارة العامة لدمشق خلال الانتداب الفرنسي، (يشغله حاليا المصرف التجاري مقابل القصر العدلي)
- بناء هيئة مياه عين الفيجة وتعد تحفة معمارية جميلة جدا وفي داخلها قام الفنان الخياط بإنجاز الديكور الخشبي الفريد

## ببليوجرافيا
- Ahmad Arafat: Damascus God's gift, Damasco, 2010, Khaval Films. (Documental sobre dos arquitectos en Damasco, Apolodoro y Fernando de Aranda)
- Eugenio García Cascón: "La estación del Hiyaz de Damasco", Boletín de la Asociación Española de Orientalistas, XXIV, 1988, pp 411-423. y “El arquitecto Fernando de Aranda (1878-1969) en Damasco”, "Awraq", Madrid vol IX, 1988, pp 67-100.
- Alejandro Lago y Pablo Fernández Cartagena: Fernando de Aranda, un arquitecto español en Siria, Damasco, Embajada de España e Instituto Cervantes, 2005.
- Pablo Martín Asuero: Descripción del Damasco otomano (1807-1920). Madrid, Miraguano, 2004.-Viajeros hispánicos en Estambul. De la Cuestión de Oriente al reencuentro con los sefardíes (1784-1918), Estambul, Isis, 2005.-“Representantes españoles en el imperio Otomano, entre la diplomacia, la crónica y la literatura (1784-1886)” Arbor Tomo CLXXX Marzo-Abril 2005, Madrid CSIC.-“Los diplomáticos españoles y el redescubrimiento del Imperio Otomano” en Joaquín Córdoba Zoilo., R. Jiménez Zamudio y C. Sevilla Cuenca, C.(ed): El redescubrimiento de Oriente Próximo y de Egipto. Madrid, Universidad Autónoma, 2001.